# Ministri degli affari esteri della Svezia
Il presente elenco raccoglie tutti i nomi dei titolari del Ministero degli affari esteri della Svezia, dalla creazione della carica nel 1809. Figura indipendente a capo delle relazioni estere del Paese in coabitazione col Ministro di Stato per la giustizia negli affari interni, con la creazione nel 1876 della figura del Primo ministro, la nomina divenne legata alla scelta del capo di gabinetto.

## Lista
| Primo ministro per gli affari esteri (1809-1876) | Primo ministro per gli affari esteri (1809-1876) | Primo ministro per gli affari esteri (1809-1876) | Primo ministro per gli affari esteri (1809-1876) | Primo ministro per gli affari esteri (1809-1876) | Primo ministro per gli affari esteri (1809-1876) | Primo ministro per gli affari esteri (1809-1876) | Primo ministro per gli affari esteri (1809-1876) |
| Nr                                               | Ritratto                                         | Ministro                                         | Mandato                                          | Partito                                          | Governo                                          | Monarca                                          | Ritratto                                         |
| ------------------------------------------------ | ------------------------------------------------ | ------------------------------------------------ | ------------------------------------------------ | ------------------------------------------------ | ------------------------------------------------ | ------------------------------------------------ | ------------------------------------------------ |
| 1                                                |                                                  | Lars von Engeström                               | 9 giugno 1809 - 5 febbraio 1818                  | Nessuno                                          | Nessuno                                          | Carlo XIII                                       |                                                  |
| 1                                                | 5 febbraio 1818 - 8 giugno 1824                  | Lars von Engeström                               | Carlo XIV Giovanni di Svezia                     | Nessuno                                          | Nessuno                                          |                                                  |                                                  |
| 2                                                |                                                  | Gustaf af Wetterstedt                            | Carlo XIV Giovanni di Svezia                     | Nessuno                                          | Nessuno                                          | 8 giugno 1824 - 15 maggio 1837                   |                                                  |
| 3                                                |                                                  | Adolf Mörner                                     | Carlo XIV Giovanni di Svezia                     | Nessuno                                          | Nessuno                                          | 15 maggio 1837 - 30 gennaio 1838                 |                                                  |
| 4                                                |                                                  | Gustaf Algernon Stierneld                        | Carlo XIV Giovanni di Svezia                     | Nessuno                                          | Nessuno                                          | 30 gennaio 1838 - 11 luglio 1842                 |                                                  |
| 5                                                |                                                  | Albrecht Elof Ihre                               | Carlo XIV Giovanni di Svezia                     | Nessuno                                          | Nessuno                                          | 11 luglio 1842 - 8 marzo 1844                    |                                                  |
| 5                                                | 8 marzo 1844 - 10 aprile 1848                    | Albrecht Elof Ihre                               | Oscar I                                          | Nessuno                                          | Nessuno                                          |                                                  |                                                  |
| 6                                                |                                                  | Gustaf Algernon Stierneld                        | Oscar I                                          | Nessuno                                          | Nessuno                                          | 10 aprile 1848 - 8 settembre 1856                |                                                  |
| 7                                                |                                                  | Elias Lagerheim                                  | Oscar I                                          | Nessuno                                          | Nessuno                                          | 8 settembre 1856 - 16 marzo 1858                 |                                                  |
| 8                                                |                                                  | Ludvig Manderström                               | Oscar I                                          | Nessuno                                          | Nessuno                                          | 16 marzo 1858 - 8 luglio 1859                    |                                                  |
| 8                                                | 8 luglio 1859 - 4 giugno 1868                    | Ludvig Manderström                               | Carlo XV                                         | Nessuno                                          | Nessuno                                          |                                                  |                                                  |
| 9                                                |                                                  | Carl Wachtmeister                                | Carlo XV                                         | Nessuno                                          | Nessuno                                          | 4 giugno 1868 - 14 ottobre 1871                  |                                                  |
| 10                                               |                                                  | Baltzar von Platen                               | Carlo XV                                         | Nessuno                                          | Nessuno                                          | 10 novembre 1871 - 18 settembre 1872             |                                                  |
| 10                                               | 18 settembre 1872 - 17 dicembre 1872             | Baltzar von Platen                               | Oscar II                                         | Nessuno                                          | Nessuno                                          |                                                  |                                                  |
| 11                                               |                                                  | Oscar Björnstjerna                               | Oscar II                                         | Nessuno                                          | Nessuno                                          | 17 dicembre 1872 - 20 marzo 1876                 |                                                  |
| Ministro per gli affari esteri (1876-presente)   |                                                  |                                                  |                                                  |                                                  |                                                  |                                                  |                                                  |
| 12                                               |                                                  | Oscar Björnstjerna                               | 20 marzo 1876 - 19 aprile 1880                   | Nessuno                                          | Louis Gerhard De Geer                            | Oscar II                                         |                                                  |
| 13                                               |                                                  | Carl Hochschild                                  | 19 aprile 1880 - 13 giugno 1883                  | Nessuno                                          | Arvid Posse                                      | Oscar II                                         |                                                  |
| 13                                               | 13 giugno 1883 - 16 maggio 1884                  | Carl Hochschild                                  | Carl Johan Thyselius                             | Nessuno                                          |                                                  | Oscar II                                         |                                                  |
| 14                                               |                                                  | Albert Ehrensvärd il Giovane                     | 16 maggio 1884 - 6 febbraio 1888                 | Nessuno                                          | Robert Themptander                               | Oscar II                                         |                                                  |
| 14                                               | 6 febbraio 1888 - 12 giugno 1889                 | Albert Ehrensvärd il Giovane                     | Gillis Bildt                                     | Nessuno                                          |                                                  | Oscar II                                         |                                                  |
| 15                                               |                                                  | Gustaf Åkerhielm                                 | Gillis Bildt                                     | 12 giugno 1889 - 12 ottobre 1889                 | PP                                               | Oscar II                                         |                                                  |
| 16                                               |                                                  | Carl Lewenhaupt                                  | 12 ottobre 1889 - 10 luglio 1891                 | Indipendente                                     | Gustaf Åkerhielm                                 | Oscar II                                         |                                                  |
| 16                                               | 10 luglio 1891 - 1º giugno 1895                  | Carl Lewenhaupt                                  | Erik Gustaf Boström                              | Indipendente                                     |                                                  | Oscar II                                         |                                                  |
| 17                                               |                                                  | Ludvig Douglas                                   | Erik Gustaf Boström                              | Indipendente                                     | 1º giugno 1895 - 13 ottobre 1899                 | Oscar II                                         |                                                  |
| 18                                               |                                                  | Alfred Lagerheim                                 | Erik Gustaf Boström                              | 13 ottobre 1899 - 12 settembre 1900              | Partito dei Contadini                            | Oscar II                                         |                                                  |
| 18                                               | 12 settembre 1900 - 5 luglio 1902                | Alfred Lagerheim                                 | Fredrik von Otter                                |                                                  | Partito dei Contadini                            | Oscar II                                         |                                                  |
| 18                                               | 5 luglio 1902 - 7 dicembre 1904                  | Alfred Lagerheim                                 | Erik Gustaf Boström                              |                                                  | Partito dei Contadini                            | Oscar II                                         |                                                  |
| 19                                               |                                                  | August Gyldenstolpe                              | Erik Gustaf Boström                              | 7 dicembre 1904 - 13 aprile 1905                 | Indipendente                                     | Oscar II                                         |                                                  |
| 19                                               | 13 aprile 1905 - 2 agosto 1905                   | August Gyldenstolpe                              | Johan Ramstedt                                   |                                                  | Indipendente                                     | Oscar II                                         |                                                  |
| 20                                               |                                                  | Fredrik Wachtmeister                             | 2 agosto 1905 - 7 novembre 1905                  | PP                                               | Christian Lundeberg                              | Oscar II                                         |                                                  |
| 21                                               |                                                  | Eric Trolle                                      | 7 novembre 1905 - 29 maggio 1906                 | Indipendente                                     | Karl Staaff                                      | Oscar II                                         |                                                  |
| 21                                               | 29 maggio 1906 - 8 dicembre 1907                 | Eric Trolle                                      | Arvid Lindman                                    | Indipendente                                     |                                                  | Oscar II                                         |                                                  |
| 21                                               | 8 dicembre 1907 - 17 marzo 1909                  | Eric Trolle                                      | Arvid Lindman                                    | Indipendente                                     | Gustavo V                                        |                                                  |                                                  |
| 22                                               |                                                  | Arvid Taube                                      | Arvid Lindman                                    | 30 aprile 1909 - 7 ottobre 1911                  | Gustavo V                                        | Partito Moderato                                 |                                                  |
| 23                                               |                                                  | Albert Ehrensvärd                                | 7 ottobre 1911 - 17 febbraio 1914                | PL                                               | Gustavo V                                        | Karl Staaff                                      |                                                  |
| 24                                               |                                                  | Knut Wallenberg                                  | 17 febbraio 1914 - 30 marzo 1917                 | PN                                               | Gustavo V                                        | Hjalmar Hammarskjöld                             |                                                  |
| 25                                               |                                                  | Arvid Lindman                                    | 30 marzo 1917 - 19 ottobre 1917                  | Partito Moderato                                 | Gustavo V                                        | Carl Swartz                                      |                                                  |
| 26                                               |                                                  | Johannes Hellner                                 | 19 ottobre 1917 - 10 marzo 1920                  | PL                                               | Gustavo V                                        | Nils Edén                                        |                                                  |
| 27                                               |                                                  | Erik Palmstierna                                 | 10 marzo 1920 - 27 ottobre 1920                  | S/SAP                                            | Gustavo V                                        | Hjalmar Branting                                 |                                                  |
| 28                                               |                                                  | Herman Wrangel                                   | 27 ottobre 1920 - 23 febbraio 1921               | Indipendente                                     | Gustavo V                                        | Gerhard Louis De Geer                            |                                                  |
| 28                                               | 23 febbraio 1921 - 13 ottobre 1921               | Herman Wrangel                                   | Oscar von Sydow                                  | Indipendente                                     | Gustavo V                                        |                                                  |                                                  |
| 29                                               |                                                  | Hjalmar Branting                                 | 13 ottobre 1921 - 19 aprile 1923                 | S/SAP                                            | Gustavo V                                        | Hjalmar Branting                                 |                                                  |
| 30                                               |                                                  | Carl Hederstierna                                | 19 aprile 1923 - 11 novembre 1923                | Partito Moderato                                 | Gustavo V                                        | Ernst Trygger                                    |                                                  |
| 31                                               |                                                  | Erik Marks von Würtemberg                        | 11 novembre 1923 - 18 ottobre 1924               | Partito Moderato                                 | Gustavo V                                        | Ernst Trygger                                    |                                                  |
| 32                                               |                                                  | Östen Undén                                      | 18 ottobre 1924 - 24 gennaio 1925                | S/SAP                                            | Gustavo V                                        | Hjalmar Branting                                 |                                                  |
| 32                                               | 24 gennaio 1925 - 7 giugno 1926                  | Östen Undén                                      | Rickard Sandler                                  | S/SAP                                            | Gustavo V                                        |                                                  |                                                  |
| 33                                               |                                                  | Eliel Löfgren                                    | 7 giugno 1926 - 2 ottobre 1928                   | PL                                               | Gustavo V                                        | Carl Gustaf Ekman                                |                                                  |
| 34                                               |                                                  | Ernst Trygger                                    | 2 ottobre 1928 - 7 giugno 1930                   | PN                                               | Gustavo V                                        | Arvid Lindman                                    |                                                  |
| 35                                               |                                                  | Fredrik Ramel                                    | 7 giugno 1930 - 6 agosto 1932                    | Indipendente                                     | Gustavo V                                        | Carl Gustaf Ekman                                |                                                  |
| 35                                               | 6 agosto 1932 - 24 settembre 1932                | Fredrik Ramel                                    | Felix Hamrin                                     | Indipendente                                     | Gustavo V                                        |                                                  |                                                  |
| 36                                               |                                                  | Rickard Sandler                                  | 24 settembre 1932 - 19 giugno 1936               | S/SAP                                            | Gustavo V                                        | Per Albin Hansson                                |                                                  |
| 37                                               |                                                  | Karl Gustaf Westman                              | 19 giugno 1936 - 28 settembre 1936               | C                                                | Gustavo V                                        | Axel Pehrsson-Bramstorp                          |                                                  |
| 38                                               |                                                  | Rickard Sandler                                  | 28 settembre 1936 - 13 dicembre 1939             | S/SAP                                            | Gustavo V                                        | Per Albin Hansson                                |                                                  |
| 39                                               |                                                  | Christian Günther                                | 13 dicembre 1939 - 31 luglio 1945                | Indipendente                                     | Gustavo V                                        | Per Albin Hansson                                |                                                  |
| 40                                               |                                                  | Östen Undén                                      | 31 luglio 1945 - 6 ottobre 1946                  | S/SAP                                            | Gustavo V                                        | Per Albin Hansson                                |                                                  |
| 40                                               | 6 ottobre 1946 - 11 ottobre 1946                 | Östen Undén                                      | Östen Undén                                      | S/SAP                                            | Gustavo V                                        |                                                  |                                                  |
| 40                                               | 11 ottobre 1946 - 29 ottobre 1950                | Östen Undén                                      | Tage Erlander                                    | S/SAP                                            | Gustavo V                                        |                                                  |                                                  |
| 40                                               | 29 ottobre 1950 - 19 settembre 1962              | Östen Undén                                      | Tage Erlander                                    | S/SAP                                            | Gustavo VI                                       |                                                  |                                                  |
| 41                                               |                                                  | Torsten Nilsson                                  | Tage Erlander                                    | S/SAP                                            | Gustavo VI                                       | 19 settembre 1962 - 14 ottobre 1969              |                                                  |
| 41                                               | 14 ottobre 1969 - 30 giugno 1971                 | Torsten Nilsson                                  | Olof Palme                                       | S/SAP                                            | Gustavo VI                                       |                                                  |                                                  |
| 42                                               |                                                  | Krister Wickman                                  | Olof Palme                                       | S/SAP                                            | Gustavo VI                                       | 30 giugno 1971 - 15 settembre 1973               |                                                  |
| 42                                               | 15 settembre 1973 - 3 novembre 1973              | Krister Wickman                                  | Olof Palme                                       | S/SAP                                            | Carlo XVI Gustavo                                |                                                  |                                                  |
| 43                                               |                                                  | Sven Andersson                                   | Olof Palme                                       | S/SAP                                            | Carlo XVI Gustavo                                | 3 novembre 1973 - 8 ottobre 1976                 |                                                  |
| 44                                               |                                                  | Karin Söder                                      | 8 ottobre 1976 - 13 ottobre 1978                 | C                                                | Carlo XVI Gustavo                                | Thorbjörn Fälldin                                |                                                  |
| 45                                               |                                                  | Hans Blix                                        | 18 ottobre 1978 - 12 ottobre 1979                | L                                                | Carlo XVI Gustavo                                | Ola Ullsten                                      |                                                  |
| 46                                               |                                                  | Ola Ullsten                                      | 12 ottobre 1979 - 8 ottobre 1982                 | L                                                | Carlo XVI Gustavo                                | Thorbjörn Fälldin                                |                                                  |
| 47                                               |                                                  | Lennart Bodström                                 | 8 ottobre 1982 - 17 ottobre 1985                 | S/SAP                                            | Carlo XVI Gustavo                                | Olof Palme                                       |                                                  |
| 48                                               |                                                  | Sten Andersson                                   | 17 ottobre 1985 - 28 febbraio 1986               | S/SAP                                            | Carlo XVI Gustavo                                | Olof Palme                                       |                                                  |
| 48                                               | 28 febbraio 1986 - 4 ottobre 1991                | Sten Andersson                                   | Ingvar Carlsson                                  | S/SAP                                            | Carlo XVI Gustavo                                |                                                  |                                                  |
| 49                                               |                                                  | Margaretha af Ugglas                             | 4 ottobre 1991 - 7 ottobre 1994                  | M                                                | Carlo XVI Gustavo                                | Carl Bildt                                       |                                                  |
| 50                                               |                                                  | Lena Hjelm-Wallén                                | 7 ottobre 1994 - 22 marzo 1996                   | S/SAP                                            | Carlo XVI Gustavo                                | Ingvar Carlsson                                  |                                                  |
| 50                                               | 22 marzo 1996 - 7 ottobre 1998                   | Lena Hjelm-Wallén                                | Göran Persson                                    | S/SAP                                            | Carlo XVI Gustavo                                |                                                  |                                                  |
| 51                                               |                                                  | Anna Lindh                                       | Göran Persson                                    | S/SAP                                            | Carlo XVI Gustavo                                | 7 ottobre 1998 - 11 settembre 2003               |                                                  |
| 52                                               |                                                  | Jan O. Karlsson                                  | Göran Persson                                    | S/SAP                                            | Carlo XVI Gustavo                                | 11 settembre 2003 - 10 ottobre 2003              |                                                  |
| 53                                               |                                                  | Laila Freivalds                                  | Göran Persson                                    | S/SAP                                            | Carlo XVI Gustavo                                | 10 ottobre 2003 - 21 marzo 2006                  |                                                  |
| 54                                               |                                                  | Bo Ringholm                                      | Göran Persson                                    | S/SAP                                            | Carlo XVI Gustavo                                | 21 marzo 2006 - 27 marzo 2006                    |                                                  |
| 55                                               |                                                  | Carin Jämtin                                     | Göran Persson                                    | S/SAP                                            | Carlo XVI Gustavo                                | 27 marzo 2006 - 24 aprile 2006                   |                                                  |
| 56                                               |                                                  | Jan Eliasson                                     | Göran Persson                                    | S/SAP                                            | Carlo XVI Gustavo                                | 24 aprile 2006 - 6 ottobre 2006                  |                                                  |
| 57                                               |                                                  | Carl Bildt                                       | 6 ottobre 2006 - 3 ottobre 2014                  | M                                                | Carlo XVI Gustavo                                | Fredrik Reinfeldt                                |                                                  |
| 58                                               |                                                  | Margot Wallström                                 | 3 ottobre 2014 - 10 settembre 2019               | S/SAP                                            | Carlo XVI Gustavo                                | Stefan Löfven                                    |                                                  |
| 59                                               |                                                  | Ann Linde                                        | 10 settembre 2019 - 30 novembre 2021             | S/SAP                                            | Carlo XVI Gustavo                                | Stefan Löfven                                    |                                                  |
| 59                                               | 30 novembre 2021 - 18 Ottobre 2022               | Ann Linde                                        | Magdalena Andersson                              | S/SAP                                            | Carlo XVI Gustavo                                |                                                  |                                                  |
| 60                                               |                                                  | Tobias Billström                                 | 18 ottobre 2022 - 10 settembre 2024              | M                                                | Carlo XVI Gustavo                                | Ulf Kristersson                                  |                                                  |
| 61                                               |                                                  | Maria Malmer Stenergard                          | 10 settembre 2024 - in carica                    | M                                                | Carlo XVI Gustavo                                | Ulf Kristersson                                  |                                                  |